# 環境省 (パキスタン)
環境省（英語: Ministry of Environment、MoE）は、パキスタンの中央省庁で、政府が許可する国の環境事業及び林業の政策執行について計画、調整、促進、保護及び監視を所管する行政機関である。政府の活動には、動物相、植物相、林業、野生生物（植物含む）の保護、調査、汚染の予防の管理、造林、土地の荒廃の緩和等が含まれる。環境省は、自然公園の管理と設立も所管している。
環境省の長は環境大臣であり、環境大臣は内閣の一員である。環境省には、筆頭の官僚として環境次官がいる。環境次官は、通常、公務員の中から任命され、環境大臣の監督下に位置づけられる。
環境省には、独立した行政機関であるパキスタン環境保護庁（Pakistan Environmental Protection Agency、Pak-EPA）がある。観光保護庁は、環境省の主要な部局であり、通常、大気汚染、放射性廃棄物の処理、環境同位体の使用促進を取り扱う。パキスタン環境保護庁は、環境省の付属機関であり、1997年パキスタン環境保護法の執行を所管している。また、環境政策と事業の作成のため、環境省に対して技術的な支援をしている。